# وو ریتوبیلیگه
وو ریتوبیلیگه (انگلیسی: Wu Ritubilige؛ زادهٔ ۵ اکتبر ۱۹۸۷) جودوکار اهل چین است. وی در بازی‌های المپیک تابستانی ۲۰۰۸ شرکت کرده‌است.